# باتريشيا فريسين
باتريشيا فريسين (ولدت 7 ديسمبر 1940 م) كاتبة من جنوب إفريقيا، ولاهوتية كاثوليكية، وراهبة سابقة.

## ولادتها ودراستها
وُلدت باتريشيا في جنوب إفريقيا بتاريخ 7 ديسمبر (كانون الأول) عام 1940م، لعائلة تعود أصولها إلى ألمانيا وإيرلندا.
درست اللاهوت وعلم التربية واللغات، ثم عملت معلِّمة. وأُرسلت إلى روما للتخصُّص في اللاهوت، وبعد إتمامها الدراسة انضمَّت إلى الرتبة الدومينيكية.

## عملها ونشاطها
عملت فريسين في بريتوريا في معهد كاثوليكي مدرِِّسةً في مجالات الوعظ واللاهوت النظامي والروحانية. ثم درَّست في كلية القدِّيس أوغسطين في جوهانسبرغ.
أقام الأسقف رومولو أنطونيو براشي حفلَ رسامة (سيامة) لفريسين في برشلونة عام 2003. وكان مجمع عقيدة الإيمان قد أصدر مرسومًا سابقًا يعلن فيه أن "محاولة رسامة النساء" من قِبَل رومولو براشي هي باطلة ومُلغاة، ونتيجة لذلك فُرضت عقوبة الحرمان عليه وعلى من تلقَّوا الرَّسامة منه؛ لمشاركتهم في الانشقاق.
ترأَسُ فريسين، مع الكاتبتين واللاهوتيتين الألمانيتين جيزيلا فورستر وإيدا رامينج، المنظمةَ الدَّولية "رابطة قسيسات كنيسة الرومان الكاثوليك الدَّولية"، التي تعمل على تعزيز رسامة المرأة كقسيسات كاثوليكيات. وحاليًّا لا يُسمَح برسامة النساء داخل الكنيسة الكاثوليكية.